# Герцог Монмут

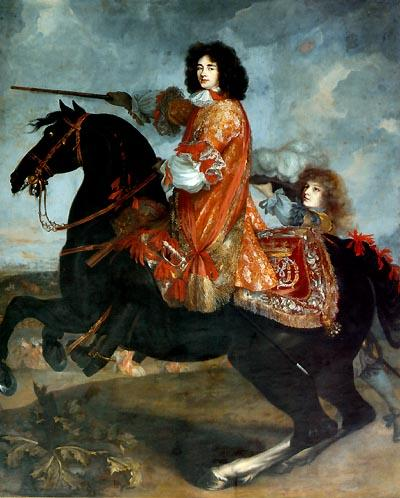
Джеймс Скотт, 1-й герцог Монмут

Герцог Монмут — титул, созданный в системе пэрства Англии для незаконнорожденного сына короля Карла II.

## Герцог Монмут
Этот титул был создан в 1663 для Джеймса Крофтса, незаконного сына Люси Уолтер и Карла II, короля Англии, Шотландии и Ирландии. Титул был назван в честь города Монмута на границе с Уэльсом.
Джеймс (9 апреля 1649, Роттердам — 15 июля 1685, Лондон) был первым и последним герцогом Монмут. Он получил вспомогательные титулы барона Скотта из Тайнсдейла и графа Донкастера. Вскоре после того, как он был возведен в звание пэра Англии, Монмут женился на Анне Скотт, 4-й графине Баклю, богатой наследнице. Крофтс стал также герцогом Баклю и вскоре взял новую фамилию — Скотт.
Монмут был казнён в 1685 году за поднятое восстание против короля Якова II.